# اوبرلیگا برلین
اوبرلیگا برلین (به آلمانی: Oberliga Berlin، به انگلیسی: Premier league Berlin، ترجمه: لیگ برتر برلین) که از آن با نام اشتادلیگا برلین (به انگلیسی: لیگ شهر برلین) یا ورتراگس‌لیگا نیز یاد می‌شود نام یکی از لیگ‌های منحل‌شدهٔ آلمان در غرب برلین بود که مسابقات آن از سال ۱۹۴۵ تا ۱۹۶۳ برگزار شد. این لیگ سرانجام با روی کار آمدن بوندس‌لیگا از بین رفت و متوقف شد. از بین ۵ اوبرلیگا، اوبرلیگا برلین با اختلاف کوچک‌ترین دورهٔ مسابقات بود.